# 完璧な少女
完璧な少女（かんぺきなしょうじょ、仏: La fille parfaite）は、2022年に出版されたフランスの小説家ナタリー・アズーレの作品。この小説は二人の女性の青春時代に遡る友情物語である。アズーレはこの作品で、2022年にラ・ポンシュ賞、エヴォック賞を受賞。

## 概要
優秀な数学者であるアデルは、46歳で首吊り自殺をする。アデルは栄光の絶頂期になぜ自殺したのか?親友のレイチェルはこの悲劇を理解するために彼女たちの歴史を巡る。
アデルの物語が、彼女の友人レイチェルの視点で語られている。
ナタリー・アズーレは小津安二郎の晩春 (映画)やヴァージニア・ウルフのダロウェイ夫人の関連事項を物語に取り入れている。

## ストーリー
アデル・プリンカーとレイチェル・ドヴィルは14歳で出会う。どちらも光沢のある長いブロンドの髪の毛をしている。アデル・プリンカーは庶民階級出身で数学に没頭している。エンジニアの父親ロジャー・プリンカーは一人娘に対して数学だけを夢見ており、常により高みを目指すように娘を形成していく。一方、レイチェルは文学に精通した教養のあるブルジョワ階級出身であり、日常的に活発な会話を交わす家庭で育つ。アデルはしばしばドヴィル家に招待され読書や会話のやり取りに魅了される。レイチェルもしばしばプリンカー家を訪れアデルと父親の数字についてのやり取りに魅了される。お互いに友情を深めあう二人はその後の進路決定で別々の道を選択し歩み始める。
レイチェルは子供の時から作家になることを夢見ていたので文学を選択し進学する。レイチェルは初めてアデルと離れてイギリスのケンブリッジで有意義な数か月を過ごす。ケンブリッジ滞在は、彼女を変える機会となる。彼女は最初の小説『ケンブリッジ』、3年後に『忠誠』を出版する。その後2人の女性の友情を描いた小説『バーター』が大成功をおさめ、世界中でこの小説が翻訳され、彼女は名声を得る。アデルの出産後、ニコラの世話に積極的に携わる。
アデルは数学を選択し進学するが、大教室の講義で238人の男子生徒に対して唯一の女生徒であった。そんな彼女がもう一つ情熱を注いでいたのが水泳である。アデルはルックと出会い二人は恋に落ち、21歳の若さで結婚する。アデルはフランスの大学でポストを獲得し、その後アメリカのボストンに移り住む。アメリカで彼女は理論数学を断念しフランスに戻ってくる。アデルは36歳でニコラを出産する。生まれてくる子供を待ちわびつつ、様々な不安も抱える。出産後も赤ん坊に対して様々な不安を抱えつつ、ニコラに数学を教えることに情熱を注ぐ。レイチェルの勧めもあり建物の管理人であったヴェラを家政婦として雇う。アデルは数学者にとって重要な年齢である40歳になる前に、数々のメダル、大学の称号を得る。しかしながら40歳の時欲しかった数学の最高峰といわれるフィールズ賞の受賞を逃す。
アデルは46歳の６月のある日、長いブロンドの髪を切り、首吊り自殺をする。第一発見者はヴェラである。アデルの夫と息子は旅行中だったため、レイチェルが警察からの連絡を受けて現場へ行く。葬式の数日後、レイチェルのもとにアデルからの手紙が届く。手紙の最後にアデルのニコラとレイチェルへの願いが書かれている。アデルの死の2か月後、彼女の父親ロジャーも亡くなる。

## 主な登場人物
アデル　　　　　　　　
優秀な数学者でレイチェルの親友である。レイチェルが語るこの物語の中心人物。父親であるロジャーの数学への期待を常に感じ、それに応えようと歩み続ける。Adèleetsonpère  という語で語られるほど数学に対する父娘の関係は深い。母親の死後、一人になった父親の世話の心配する関係は小津安二郎の晩春 (映画)の父娘の関係と関連づけられる。ニコラに対する数学への指導に情熱を注ぐ。
レイチェル　　　　　　
作家でこの小説の語り手である。レイチェルが文学を選択したのは子供の頃から作家になることが夢であったためで、これは彼女の両親も望んでいたことである。アデルの引き立て役と感じることもあったが、小説『バーター』で世界的な成功をおさめる。アデルの出産後、子供のいない彼女はニコラの世話に積極的に関わる。
ロジャー・プリンカー　　　
アデルの父親でエンジニア。科学だけが世の中を修正し人々の生活を変えることができるものだと考えている。そして数学は男性と同等に女性に力を与えるものだと考えており、アデルに対して常に数学において常に高みを目指すことを求める。アデルがフィールズ賞を受賞することを願っていた。
アデルの母親
娘アデルと夫ロジャーから排除されている。この物語では影の薄い存在である。アデルと同じ46歳で亡くなる。
ルック　　　　　　　　　　
アデルの夫で愛情深い。母親アデルの死をニコラに告げる。
ニコラ　　　　　　　　　　
アデルの一人息子で母親のアデルから数学を教え込まれる。同級生より進んでいることを恥と感じピアノの下に隠れたりしていたが、年齢が進むにつれてその感情も薄れる。母親が数学以外に情熱を注いでいた水泳をニコラも始める。
ヴェラ
建物の管理人で、ニコラの誕生後、ニコラの世話や家事などを行うアデルの家の家政婦。アデルの自殺の第一発見者である。

## メディア
- ナタリー・アズーレの La fille parfaiteは様々なメディアで取り上げられている。多くのメディアがアデルとレイチェルの友情の物語であると述べているが、二人の関係性に対して、姉妹[7]、非対称[8]、相反する補完的関係、[9]友情から生まれた双子[10]など様々な解釈がなされている。
- あるメディアで「ブラックボックス」という表現に言及している。レイチェルは友情のブラックボックスを開けようとするがこれは小説の中で一度だけ言及されている( La fille parfaite p.242 )。レイチェルが友人の自殺を理解しようとしていなければ箱は閉じられたままだったが「探してあげるよ、アデル。探すと約束する」と。レイチェルは自分の内面を見ることから始める。そして彼女たちの「ブラックボックス」には様々な瞬間があることがわかるのである[11]。
- この作品を『知性が究極の価値である環境で起きた現代の悲劇の物語』と評するメディアもあれば[8]、『科学のような正確さとノンフィクションのような夢の作品である』と評するメディアもある[7]。